# Yuriy Gorodnichenko
Yuriy Gorodnichenko (ukrainisch Юрій Олександрович Городніченко ‚Jurij Oleksandrowytsch Horodnitschenko‘; * 3. Oktober 1978) ist ein ukrainischer Wirtschaftswissenschaftler und Professor der University of California, Berkeley. Er beschäftigt sich mit Makroökonomie mit den Schwerpunkten Geldpolitik, Steuerpolitik, Wirtschaftswachstum, Preisbildung und Konjunkturzyklen.

## Leben
Yuriy Gorodnichenko schloss seinen Bachelor in Wirtschaftswissenschaften der Nationale Universität Kiew-Mohyla-Akademie 1999 ab. Daran schloss sich dort sein Master an, welchen er 2001 beendete. Er wechselte in die USA, wo er 2004 einen Master in Statistik der University of Michigan erhielt. An dieser Universität erhielt er 2007 seinen Ph.D. in Volkswirtschaft. Parallel zu seinem Studium war Juri Gorodnichenko von 1998 bis 2000 Berater am Harvard Institute for International Development in Kiew und von 1999 bis 2001 wissenschaftliche Hilfskraft am ukrainischen Finanzministerium und der Universität Kiew-Mohyla-Akademie. Von 1999 bis 2000 war er Berater am Dezernat für Wirtschaftsprognosen am Wirtschaftsministerium in Kiew und anschließend von
2001 bis 2007 wissenschaftliche Hilfskraft an der Wirtschaftsfakultät und Ross School of Business der University of Michigan.
Ab 2007 war Yuriy Gorodnichenko als Assistenzprofessor, ab 2013 außerordentlicher und ab 2017 ordentlicher Professor in Berkeley. Zugleich wurde er 2009 Gastwissenschaftler der Federal Reserve Bank of San Francisco.
Seit 2011 ist er auch Mitglied am Kiel Institut für Weltwirtschaft und war von 2015 bis 2020 Mitglied des internationalen Rates und Verwaltungsrates der Kyiv School of Economics.
Seit 2018 ist Yuriy Gorodnichenko Quantedge Presidential Professor der Wirtschaftsfakultät der University of California, Berkeley. Seit 2019 ist er zudem Mitglied der Vereinigung für vergleichende Wirtschaftsstudien (ACES). 2022 wurde er zum auswärtigen Mitglied der Academia Europaea gewählt.

## Veröffentlichungen
Yuriy Gorodnichenko hat zahlreiche wissenschaftliche Arbeiten veröffentlicht. Dazu gehören:
- Distribution of Intergovernmental Grants among Ukraine’s Regions mit Iryna Lukyanenko in Herald of the National Bank of Ukraine, 1999
- Returns to schooling in Ukraine and Russia: A Semiparametric Approach to Cross-Country Comparative Analysis mit Klara Sabirianova Peter in Journal of Comparative Economics 33(2005), S. 223–240.
- Measuring Bribery in Ukraine’s Public Sector mit Klara Sabirianova in Beyond Transition 17(3), World Bank, 2006
- Public Sector Pay and Corruption: Measuring Bribery from Micro Data mit Klara Sabirianova Peter in Journal of Public Economics 91 (2007), S. 963–991
- Are Oligarchs Productive? Theory and Evidence mit Yegor Grygorenko in Journal of Comparative Economics 36 (2008), S. 17–42
- The Finnish Great Depression: From Russia with Love mit Linda Tesar und Enrique Mendoza in American Economic Review 102(2012), S. 1619–1644 (PDF-Datei)
- Financial constraints and innovation: Why poor countries don't catch up mit Monika Schnitzer in Journal of the European Economic Association 11 (2013), S. 1115–1152 (PDF-Datei)
- Amerisclerosis? The Puzzle of Rising U.S. Unemployment Persistence mit Olivier Coibion und Dmitri Koustas in Brookings Papers on Economic Activity (Herbst 2014), S. 193–261 (PDF-Datei)
- Inflation Expectations in Ukraine: A Long Path to Anchoring? mit Olivier Coibion in Visnyk of the National Bank of Ukraine 223 (2015), S. 6–21
- How Do Firms Form Their Expectations? New Survey Evidence mit Olivier Coibion und Saten Kumar in American Economic Review 108 (2018), S. 2671–2713 (PDF-Datei)
- A Note on Variance Decomposition with Local Projections mit Byoungchan Lee in Journal of Business and Economic Statistics 38 (2020), S. 921–933 (PDF-Datei)
- Social media, sentiment and public opinions: Evidence from #Brexit and #USElection mit Tho Pham und Oleksandr Talavera in European Economic Review 136 (2021) (PDF-Datei)
- Fiscal Multipliers in the COVID19 Recession mit Alan Auerbach, Peter McCrory und Dan Murphy in Journal of International Money and Finance 126 (2022) (PDF-Datei)